# Arn – Tempelriddaren

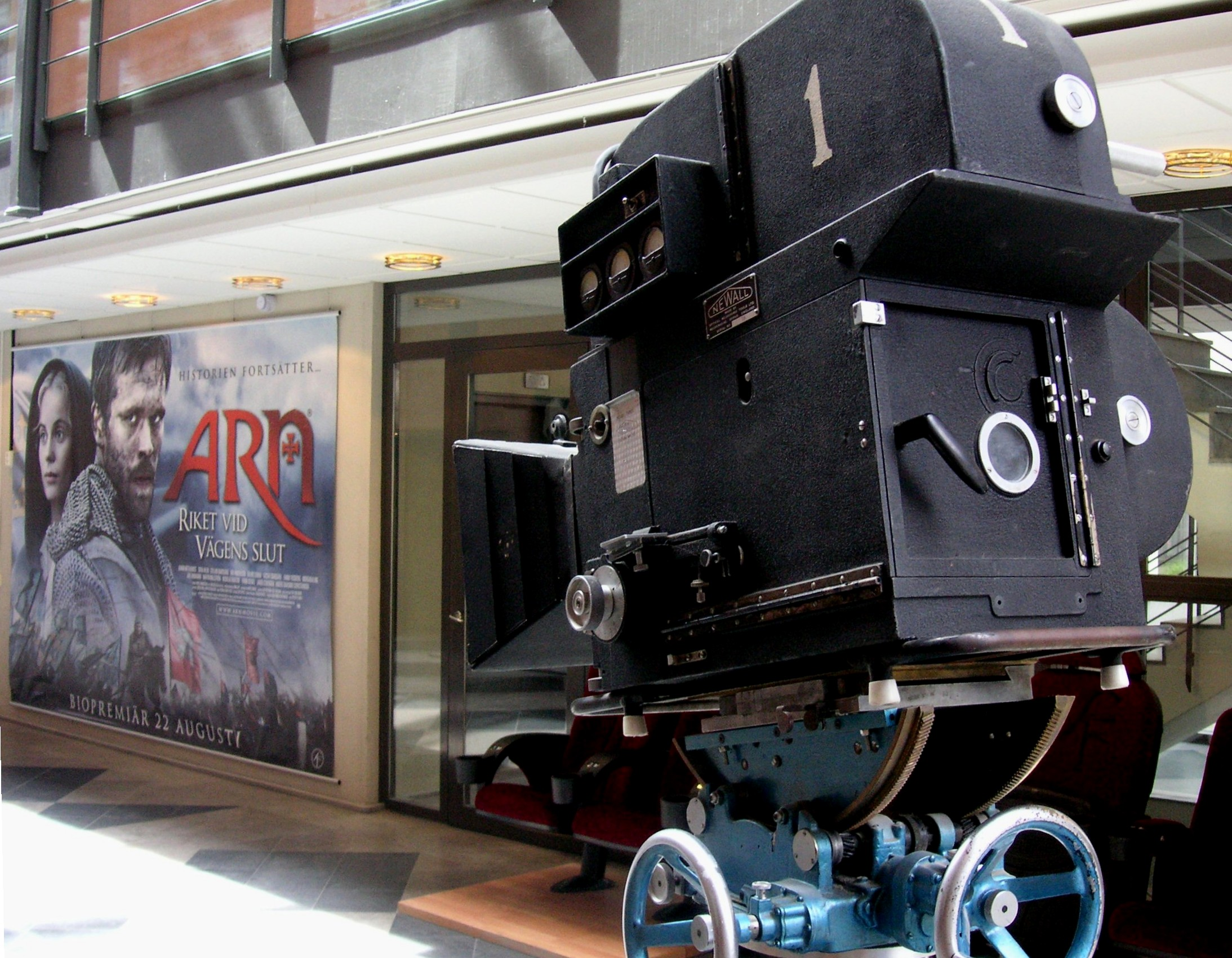
Gammal filmkamera med Arn-affisch i bakgrunden, Filmstaden, Solna.

Arn – Tempelriddaren är en svensk-tysk-norsk-brittisk-dansk-finsk samproduktionsfilm som hade biopremiär i Sverige den 17 december 2007.

## Om filmen
Berättelsen, som bygger på Jan Guillous romaner om den fiktive korsriddaren Arn Magnusson, är uppdelad i två långfilmer. Den första delen hade världspremiär på Grandbiografen i Skara den 17 december 2007 och hade premiär för en större publik 25 december samma år. Den andra delen, Arn – Riket vid vägens slut, hade premiär 22 augusti 2008. För TV görs också en sex timmar lång miniserie. Den totala budgeten har beräknats till 210 miljoner kronor.
Den 6 augusti 2007 lät Sveriges Television meddela att de drog sig ur projektet på grund av att de extrascener som utlovats till TV-serien inte hade blivit inspelade. TV4 började då genast förhandla med SF och en dryg månad senare stod det klart att de skulle ta över SVT:s plats som medfinansiär i projektet.
De svenska scenerna i filmen spelades till största delen in i Västergötland, medan de utländska scenerna filmades i Marocko och Skottland.
Filmen producerades till en tredjedel av Svensk Filmindustri, en tredjedel av TV4, Film i Väst och tyska distributören Telepool och en tredjedel av nordiska TV-bolag som Danmarks Radio, TV2 Norge, YLE och Svenska Filminstitutet.
Under de första två dagarna såldes 160 310 biljetter i Sverige, vilket var nytt svenskt rekord. Detta innebar att filmen efter de första två dagarna dragit in 14 336 235 kronor i biljettintäkter.

### Språk
För att tydliggöra de kulturella skillnaderna används sju olika språk i dialogen: svenska, engelska, latin, arabiska, norska, danska och franska. Engelska används för att symbolisera franska, medan franska används mycket litet. Den del av dialogen som inte är på svenska textas på svenska.

## Handling
År 1150 föds Arn Magnusson på Arnäs gård i Västergötland, som son till en av landskapets mest inflytelserika stormän. Som liten pojke råkar han ut för en olycka som leder till att hans föräldrar lämnar honom åt klosterbot för att blidka Jungfru Maria som Arns föräldrar bad till. I Varnhems kloster tar han lära hos broder Guilbert och växer så småningom upp till en stor krigare likväl som en stor gudsman, som kommer ut i det världsliga livet som en naiv och oförstående man. Han förälskar sig i Cecilia Algotsdotter och hon blir gravid, men deras kärlek omöjliggörs av avundsjuka och kampen om makt.
Arn blir anklagad för att ha haft köttsligt umgänge med Cecilias syster Katarina. Att ha köttsligt umgänge med systrar är en så svår synd enligt kyrkan att Arn och Cecilia ådöms 20 års botgöring för otukt. Cecilia spärras in i Gudhems kloster under den ondsinta abbedissan moder Rikissa, medan Arn sänds till Heliga landet för att tjäna i Guds armé hos tempelriddarna.
Tio år senare befinner sig Arn fortfarande i Jerusalem, långt ifrån sin Cecilia och deras gemensamma barn, som han aldrig fått träffa. Uppe i det kalla Norden plågas Cecilia av moder Rikissa, kalla nätter i carcer (klostrets fängelse) och isolering.

## Historicitet
Filmens historiska trovärdighet har kommenterats i såväl tidskriften Populär Historia som i radioprogrammet Historiska klubben. Huvudkritiken riktar sig mot att tidens överklass framstår som småborgerlig. Överklassen utför inte köks- och trädgårdsarbete utan till detta har man trälar. Kritiken riktar sig också mot det straff som tilldöms Arn och Cecilia. Belägg saknas för att klostervistelse skulle kunna utgöra ett straff för sexuellt umgänge före äktenskapet. Enligt Västgötalagen löstes denna oförrätt med böter. Viss kritik kan även framföras mot att klosterfönster är av gotisk stil och att armborsten är alldeles för stora för sin tid. Sedan kvarstår frågetecknen kring huruvida någon svensk tempelriddare deltog i korstågen.
I filmen mördas Erik Jedvardsson (Erik den Helige) av Karl Sverkersson och hans män i Västra Götaland, men i verkligheten mördades Erik i Östra Aros av Magnus Henriksson, en dansk furste. Magnus Henriksson skall enligt Saxo Grammaticus även ha mördat Karl Sverkerssons far, Sverker den äldre. Karl tog makten efter att ha besegrat honom i Slaget vid Örebro. Då kung Erik mördats av kung Karl i filmen framstår det som att mordet på Karl är en sons hämnd för mordet på hans far.

## Priser och nomineringar
Bibi Andersson fick en Guldbagge för bästa kvinnliga biroll, filmen vann även två Guldbaggar för Bästa kostym och stuntkoordinator och vann Biopublikens pris. Filmen var även nominerad för Bästa foto.  Arn blev utsedd till årets Skaraborgare 2007.
Arn – Tempelriddaren är nominerad till People's Choice Awards, en europeisk prisutdelning där man kan rösta om vilken film som ska vinna.

## Övrigt
Med 210 miljoner svenska kronor är filmen det dyraste filmprojektet i Skandinavien.
Harvey Keitel var påtänkt för rollen som Broder Guilbert och tackade ja, men avböjde senare på grund av tidsbrist, han ersattes senare av Vincent Perez.

## Rollista

### Huvudroller
- Joakim Nätterqvist – Arn Magnusson av Folkungaätten
- Sofia Helin – Cecilia Algotsdotter av Pålsätten
- Per Myrberg – Berättare

### Övriga roller
- Noa Samenius – unge Arn Magnusson
- Bisse Unger – unge Arn Magnusson
- Mikael Bohlin – Unge Eskil Magnusson
- Johan Arrenius – Unge Knut Eriksson
- Michael Nyqvist – Magnus Folkesson av Folkungaätten
- Mirja Turestedt – Fru Sigrid
- Morgan Alling – Eskil Magnusson
- Stellan Skarsgård – Birger Brosa av Folkungaätten
- Karl Ytterberg – Hirdman Jon
- Bo Wettergren – Hirdman Svante
- Robert Sjöblom – Hirdman Sven
- Tobias Karlsson – Hirdman på Aranäs
- Simon Callow – Fader Henri
- Vincent Perez – Broder Guilbert
- Douglas Johansson – Broder Stefan
- Donald Högberg – Algot Pålsson
- Lina Englund – Katarina Algotsdotter av Pålsätten
- Sven-Bertil Taube – Biskop Bengt
- Charlotta Larsson – Dorotea Röriksdotter (Cecila och Katarina Algotsdotters mamma)
- Jørgen Langhelle – Erik Jedvardsson
- Svante Martin – Karl Sverkersson
- Bibi Andersson – Moder Rikissa
- Fanny Risberg – Cecilia Blanka (Ulfsdotter)
- Julia Dufvenius – Helena Sverkersdotter
- Joel Kinnaman – Sverker Karlsson
- Annika Hallin – Syster Leone
- Thomas W. Gabrielsson – Emund Ulvbane
- Gustaf Skarsgård – kung Knut Eriksson av Eriksätten
- Steven Waddington – Torroja
- Frank Sieckel – Sigfred DeTurenne
- Nicholas Boulton – Gerard de Ridefort
- Barnaby Kay – Frankisk riddare 1
- Charmouti Laarbi –  Frankisk riddare 3
- Robert Willox – väbel (Master at Arms)
- Titus Fisher – väbel (Master at Arms)
- Alex Wyndham – Armand de Gascogne
- Milind Soman – Yusuf ibn Ayyub Salah al-Din (Saladin)
- Chems-Eddine Zinoune – Sultan Saladins tjänare
- Zakaria Atifi – Ibrahim
- Driss Roukhe – Fakhr
- Magnus Stenius – riddare
- Joy Andersson –  Canoness
- Christian Fiedler –  Lagman Karle
- Nicklas Gustavsson –  Gunnar
- Josefin Ljungman –  Gunvor
- Ingmar Svensson –  präst
- Karl Oscar Törnros –  Joar